# Скайлар
Скайлар (англ. Skylar) — английское имя, произошедшее от голландского имени Скайлар (нидерл. Schuylar). В свою очередь, оно произошло от голландской фамилии Скайлер (Schuyler, которая произошла от немецкого имени Шулер (нем. Schüler)).
Встречается так же вариант имени Скайлер (англ. Skyler).
Является и мужским, и женским именем.
Впервые в Северной Америке это имя появилось в XVII веке в качестве фамилии. В честь известной семьи из Нью-Йорка по фамилии Скайлер (нидерл. Schuyler), одним из представителей которой являлся Филип Скайлер, к XIX веку эта фамилия стала использоваться в качестве имени.
В 80-х годах прошлого века имя вошло в моду в США как для девочек, так и для мальчиков. Форма имени Скайлар более популярна для девочек, а форма имени Скайлер — для мальчиков.